# Maria Pawłowiczowa
Maria Pawłowiczowa z domu Kostecka (ur. 8 grudnia 1923, zm. 9 marca 2016) – polska filolog, profesor Uniwersytetu Śląskiego.

## Życiorys
Urodziła się 8 grudnia 1923 w Sokolikach Górskich. W 1945 poślubiła Kazimierza Pawłowicza.
W 1974 obroniła pracę doktorską Rola J.I. Kraszewskiego w ruchu narodowym na Śląsku Cieszyńskim, następnie uzyskała stopień doktora habilitowanego na podstawie monografii Książka polska i biblioteka na Śląsku Cieszyńskim w latach 1740–1920 (Katowice 1986). Pracowała w Instytucie Bibliotekoznawstwa i Informacji Naukowej na Wydziale Filologicznym Uniwersytetu Śląskiego w Katowicach. Profesor Uniwersytetu Śląskiego od 1991.